# Câmera Café
Câmera Café foi um programa humorístico exibido pelo SBT, que estreou em 3 de setembro de 2007. O show é formado de pequenos esquetes de 5 minutos cada. Na sua estreia, o programa era exibido antes e logo após o SBT Brasil. Com a boa audiência, ele passou a ser exibido em outros horários: 6h, 7h e 22h30, sendo que duas exibições eram inéditas, enquanto as outras três eram reapresentações.
O programa conseguia altas médias de audiência, com até 10 pontos no horário nobre.
O programa é uma adaptação brasileira do francês Caméra Café, já adaptado em diversos países. Os textos da versão brasileira são de autoria de Yves Dumont.
O humorístico teve o seu fim no dia 7 de janeiro de 2008, quando sua exibição foi cancelada sem maiores esclarecimentos. O programa voltou numa sexta-feira, dia 3 de setembro de 2010, às 21h20, depois do Horário Eleitoral. Sua última exibição foi em 30 de setembro de 2010, último dia do Horário Eleitoral.

## Sinopse
Os esquetes se passam num corredor de um escritório, onde há uma máquina de café. O episódio começa quando os atores colocam uma ficha na máquina, que na verdade é uma câmera. A partir desse momento, é exibida uma situação de humor envolvendo o cotidiano dos personagens onde o foco são as conversas entre eles.

## Elenco e personagens
- Sérgio Ruffino Carvalho - Heraldo Dias
- Márcio Ribeiro - João Carlos Lemos
- Alejandra Sampaio - Maria Cristina Tuim
- Maurício de Barros - Silvano Molia
- Carlos Mariano - Henrique Romeu Pinto
- Marta Volpiani - Geni Bulhões
- Veridiana Toledo - Marlene Castelli
- Rafa Mello - Frederico Garcia
- Carla Pagani - Nancy Alcântara
- Ariel Moshe - André Marcondes
- Lara Córdula - Carol Belmonte
- Mario Sergio Pretini - Sérgio Toledo
- Maria Célia Camargo - Eva Dantas